# Kamil Glik
Kamil Jacek Glik (født 3. februar 1988 i Jastrzębie-Zdrój, Polen) er en polsk fodboldspiller, der spiller som centerforsvarer i Cracovia.